# Anni Dyck
Anni Dyck (* 18. April 1931 in Wernigerode) ist eine deutsche mennonitische Missionarin und Schriftstellerin.

## Leben
Nachdem sie ihre Kindheit und die Kriegsjahre in Wernigerode im Harz verbracht hatte, flüchtete die Familie von Anni Dyck am 18. Januar 1946 in den Westen. In Korntal, Württemberg, legte sie ihre Mittlere Reife ab und absolvierte anschließend von 1951 bis 1953 eine Ausbildung zur Erzieherin am Fröbel-Seminar in Stuttgart. Daran schloss sich ein Studium in Christian Education am mennonitischen Goshen College, Indiana, USA, sowie am Bethel College, Kansas, USA, an.
Von 1956 bis 1970 arbeitete Dyck beim Agape-Verlag in Basel, dessen Ziel es war, biblisches Material für Kinderfreizeiten herauszugeben. Hier verband sich Dycks Leidenschaft für Kinder und Bücher. Ab 1971 lebte sie im indonesischen Batu und erstellte dort mit Ruth Läufer Sonntagsschulmaterial und leitete Kinderfreizeiten. Parallel dazu erwarb sie noch einen Master of Arts in Religious Studies, bis sie 1989 nach Deutschland zurückkehrte. Nur drei Jahre später, 1992, reiste Dyck nach Hongkong, übersetzte dort das indonesische Sonntagsschulmaterial und führte Schulungen für Kinderarbeit in verschiedenen asiatischen Ländern sowie in Ghana und Ägypten durch. 2006 zog sie endgültig zurück ins Haus Mamre der Christusträger-Schwestern, die im hessischen Rödermark leben. Die Nähe zum Flughafen Frankfurt erlaubte ihr, weiterhin in Asien und weltweit unterwegs zu sein.

## Publikationen (Auswahl)
- mit Ruth Läufer: Der Acker ist die Welt, Edition Wortschatz, 2016, ISBN 978-3-943362-36-7
- Wachsen im Schatten der Gnade – Meine ersten vierzig Jahre, Edition Wortschatz, 2016, ISBN 978-3-943362-26-8
- Gute Worte sind Bäume ins Erdreich des Herzens gepflanzt. Sätze, die mein Leben prägten. Neufeld Verlag, Schwarzenfeld 2011, ISBN 978-3-86256-011-0.
- Mennoniten in aller Welt. Mennonites around the World. Agape-Verlag, Basel 1967.
- Höher als alle Vernunft. 30 Kurzgeschichten aus vielen Jahrhunderten und Ländern zu dem Thema der Bergpredigt. Agape-Verlag, Basel 1965. Neuauflage unter dem Titel Frieden – die Sehnsucht der Welt, Hänssler Verlag, Neuhausen 1979